# Образова, Валентина Владимировна
Валентина Владимировна Образова (29 марта 1957, Осинторф, Дубровенский район, Витебская область, Белорусская ССР) — советская биатлонистка, советский и российский тренер по биатлону. Чемпионка (1989) и неоднократный призёр чемпионата СССР. Мастер спорта СССР международного класса.

## Биография
Окончила Белорусский государственный университет физической культуры (БГОИФК), кафедру лыжного и стрелкового спорта (1980). Представляла город Минск.
На первом в истории чемпионате СССР среди женщин в марте 1979 года в городе Губаха Пермской области завоевала две бронзовые медали — в спринте на дистанции 5 км и в эстафете 3х5 км в составе сборной Белорусской ССР.
В 1989 году стала победительницей командной гонки, впервые проведённой в рамках чемпионата СССР, вместе с ней победительницами стали Галина и Елена Баймаковы и Венера Чернышова.
После окончания спортивной карьеры перешла на тренерскую работу. Работает тренером-преподавателем в СДЮСШОР по биатлону г. Нефтеюганска.